# Каталіна Томас
Каталіна Томас (ісп. Catalina Tomas, англ. Catherine Tomas; 1 травня 1533, Вальдемоса, Мальорка, Іспанія — 5 квітня 1574, монастир святої Марії Магдалини, Пальма-де-Мальорка) — католицька свята, містичка.

## Життєпис
Каталіна була сиротою, виховувалася в будинку свого дядька (по батькові), де у неї було важке дитинство. Там вона працювала служницею і пастушкою. Уже в ранній юності дівчина була побожна і бажала долучитися до релігійного життя. У 12 років вона звернулася в монастир Св. Магдалини з проханням зарахувати її в монахині. Отримавши відмову (в якості причини відмови було зазначено її юний вік) вона сіла на камінь, який зберігся до наших днів, і заявила, що не зійде з нього, поки її не приймуть в монастир. Пізніше свята приєднується до монахинь ордену Св. Аврелія Августина в монастирі святої Марії Магдалини в Пальма-де-Мальорка.
Дівчина відчувала численні духовні бачення, в яких були ангели, Антоній Падуанський і Катерина Александрійська. Каталіна була містичкою і пророчицею. Вона входила в транс, іноді навіть на кілька днів, і як потім сама говорила — боролася проти темних сил. Рани, що з'являлися після таких «боїв», лікували святі брати Косма і Даміан. В останні роки свого життя Каталіна майже завжди перебувала в трансі. Передбачила дату своєї смерті. Люди вірять що вона захищає від морських хвороб.
Покровителька міста Вальдемоса: на стінах будинків місцевих жителів прикріплені керамічні таблички зі сценами життя Каталіни. На місці її житла розміщена каплиця, що зберігає мощі святої.
Каталіна Томас зарахована до лику блаженних папою Пієм VI в 1792 році, канонізована Папою Пієм XI в 1930 році.
Загальне шанування 5 квітня, у Вальдемосі 27 і 28 липня.